# Živan Bezić
Don Živan Bezić (Grohote, Šolta, 18. svibnja 1921. – Split, 17. rujna 2007.) bio je profesor splitskog Katoličkoga bogoslovnog fakulteta.

## Životopis
Rodio se je na Šolti 1921. godine. Partizanima se je pridružio 1943. godine. Borio se je u 1. dalmatinskoj brigadi. 10. listopada 1943. godine teško je ranjen u borbama kod Posušja. Njemačke su ga postrojbe zarobile. Odveden je u sabirne logore Mauthausen, Redl-Zipf i Dachau. Bezić se vratio u Hrvatsku poslije rata. Zaredio se je u Splitu 29. lipnja 1945. godine. Dovršio je studij bogloslovlja. 
Pisao je na temu bogoslovlja, etike, morala i odgoja, religije itd. Iako nije jezikoslovac, često tema u radovima su mu i jezikoslovne teme. 
O svojim uzničkim danima u sabirnim logorima napisao je memoare: U sjeni krematorija - Uspomene jednog logoraša. Objavljeni su u dvama izdanjima, 1975. i 1976. godine.
Pisao je za više znanstvenih časopisa, kao što su Hrvatska obzorja, Mogućnosti, Marulić, Hrvatska revija, Bogoslovska smotra, Crkva u svijetu, Obnovljeni život i druga.
Godine 1989. je dobio počasni doktorat zagrebačkog sveučilišta.

## Djela (izbor)
- „Don Kerubin Šegvić: život, smrt i djelo“, Hrvatska obzorja 4/1996., br. 1, 81-88 (prvi dio); Hrvatska obzorja 4/1996. br. 2, 357-370 (drugi dio).
- Rodu o jeziku, 2004.